# Поросенок Бейб (книга)
Поросенок Бейб (англ. The Sheep-Pig) — детская повесть Дика Кинг-Смита, впервые опубликованная в 1983 году. В 1995 году по книге был снят одноименный фильм. В 1984 году автор книги получил премию как за лучшую книгу года. Она была переведена более чем на 15 языков мира.

## Сюжет
Повесть состоит из 12 коротких глав, в каждой из которых рассказывается о поросенке по имени Бейб.
На ярмарке в игре «Угадай вес» Фермер Хоггет получает в награду крохотного поросенка. Поросенок живет на ферме и дружит с другими местными животными-лошадьми, коровами, утками, курами, овцами и собаками (породы бордер-колли). Собака Флай даже впускала его ночевать к себе вместе со своими щенятами. Собака-мама, щенков которой раздали соседям, стала опекать поросенка. Бейбу настолько понравилось помогать собакам присматривать за овцами, что он решил стать пастушьей собакой. Он настолько преуспевает в этом деле, что в конце повести выигрывает в соревновании пастушьих собак на ярмарке и получает медаль.

## Экранизации
В 1995 году был снят фильм Бэйб: Четвероногий малыш а после вышло продолжение Бэйб: Поросёнок в городе.